# Kirchgasse 3 (Bad Orb)

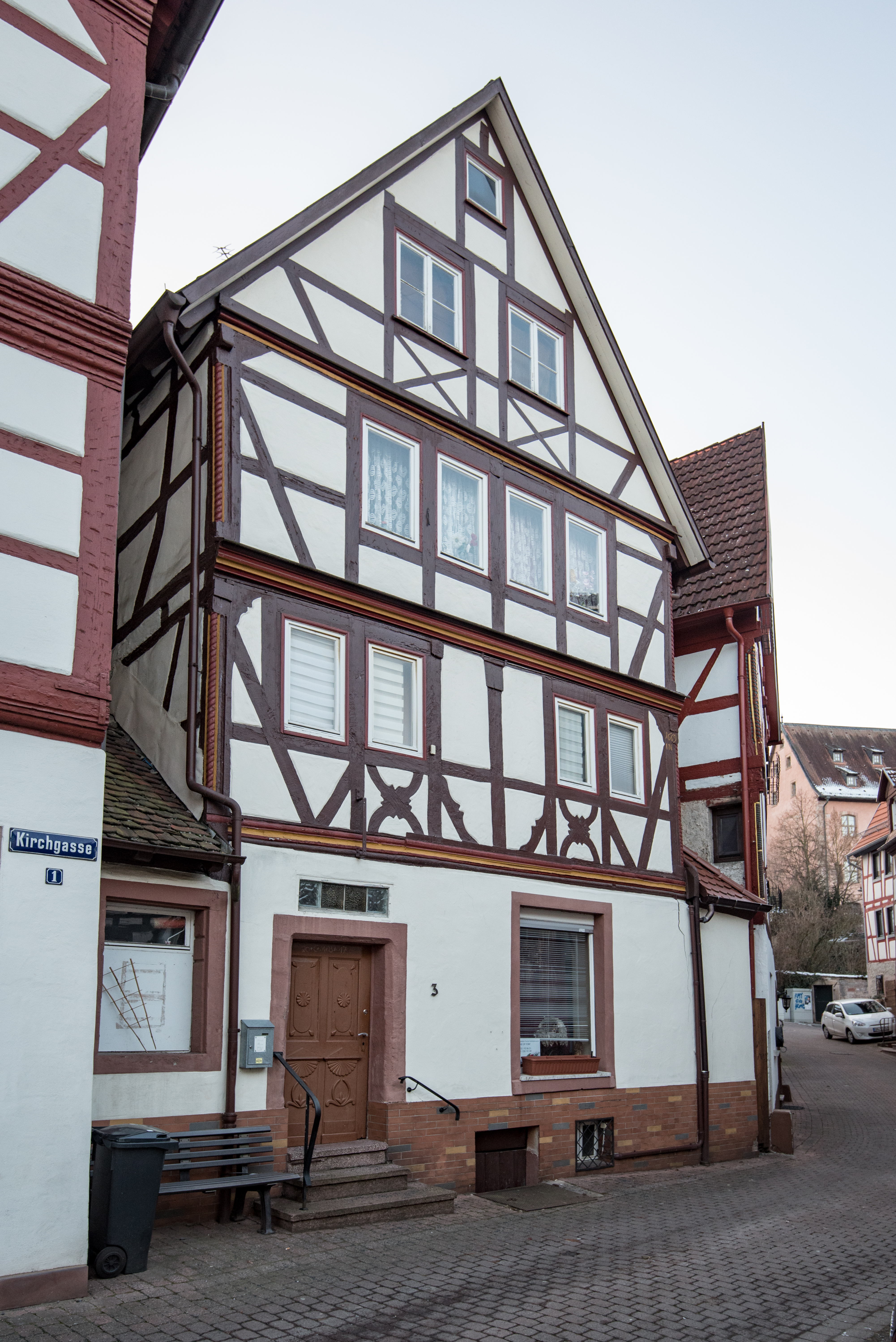
Haus Kirchgasse 3 in Bad Orb

Das Gebäude Kirchgasse 3 in Bad Orb, einer Kurstadt im Main-Kinzig-Kreis in Hessen, wurde 1669 errichtet. Das Fachwerkhaus ist ein geschütztes Kulturdenkmal.
Das dreigeschossige, giebelständige Wohnhaus mit Satteldach besitzt ein massives Erdgeschoss. Andreaskreuze, geschweifte Feuerböcke und Fußbänder schmücken das erste Obergeschoss. Das schlichtere zweite Obergeschoss besitzt  eine Fensterreiche aus dem 18. Jahrhundert. Die barocke Haustür ist erhalten.